# Antonio Bulbena Vilarrasa
Antonio Bulbena Vilarrasa (nacido el 13 de octubre de 1953 en Barcelona, España) es Catedrático de Psiquiatría de la Universidad Autónoma de Barcelona y fundador del Instituto de Neuropsiquiatría y Adicciones (INAD), del Parc de Salut Mar. Su principal descubrimiento ha sido la relación existente entre los trastornos de ansiedad y el síndrome de Hiperlaxitud articular.

## Biografía
Antonio Bulbena Vilarrasa nace en Barcelona en 1953, donde realiza sus estudios de medicina. En Port-Bou (Girona), de dónde es hijo adoptivo, tuvo su primer destino como médico rural. Está casado y es padre de dos hijos (Alex y Andrea). Entre sus aficiones, destaca su pasión por el Espanyol, siendo presidente de la Peña Médica Perica. 
Su formación médica y clínica se ha desarrollado en la Universidad Autónoma de Barcelona (Hospital de Sant Pau,  Hospital del Mar y el Institut Municipal de Psiquiatria d’Urgencia). Posteriormente completó durante 3 años su formación clínica e investigadora en el Addenbrooke’s Hospital de la Universidad de Cambridge (Reino Unido), donde obtuvo el título de Master of Science. 

## Trayectoria laboral
Ha sido profesor de cuatro universidades españolas (U. Autónoma de Barcelona, U. País Vasco y U. Deusto) y ha ocupado la Cátedra Germán Berríos de Psicopatología de la Universidad de Antioquía de Medellín (Colombia). Desde 2014 es el director del Departamento de Psiquiatría y Medicina Legal de la Universitat Autònoma de Barcelona. responsable del programa de doctorado del mismo departamento.
Ha sido director médico del Instituto Municipal de Psiquiatría (1985), jefe de sección de Psiquiatría del Hospital del Mar (1986-1989), director del Hospital Psiquiatría Aita Menni de Mondragón (Guipúzcoa)-Hermanas Hospitalarias del Sagrado Corazón (1989-1992), impulsor del Instituto de Investigaciones Psiquiátricas-Fundación M. José Recio (1990), jefe del Servicio de Psiquiatría y Toximanías del Hospital del Mar (desde 1992), asesor del gobierno general de las “Hermanas Hospitalarias del Sagrado Corazón de Jesús” en Roma (años 1994, 2000, 2003, y 2006), asesor del gobierno general de las “Hermanas Hospitalarias del Sagrado Corazón de Jesús” de la macro provincia de Palencia (Castilla y León, Galicia, Asturias, Cantabria, País Vasco y Navarra des del año 1995). Así mismo, es miembro del Consejo asesor en Salud Mental del Departamento de Salud del Gobierno de la Generalitat de Catalunya.

## Investigación
Los temas en los que ha desarrollado investigación incluyen: demencia y pseudodemencia, urgencias psiquiátricas, memoria, depresión, consumo de chocolate y carbohidratos, medida clínica en psiquiatría, fobias, estrés, fatiga y relaciones entre biometeorologia y las estaciones con la psicopatología. Asimismo, ha llevado a cabo estudios epidemiológicos de prevalencia y incidencia de trastornos mentales en población general y en poblaciones clínicas. También ha participado en investigaciones de psiquiatría y neuroimagen, en particular sobre las bases cerebrales de la Hiperactividad del trastorno de pánico y la esquizofrenia. Por otro lado, también ha publicado estudios internacionales sobre actitudes hacia la psiquiatría entre estudiantes de medicina. Recientemente ha publicado en el campo de relaciones entre animales y humanos (antrozoologia) como el síndrome de Noé con la cátedra Affinitty de la UAB y también sobre responsabilidad médica, con la cátedra de responsabilidad profesional del Col legi de Metges de Barcelona.

## Sociedades científicas
Ha sido presidente de diferentes sociedades científicas y ha dirigido hospitales y servicios psiquiátricos del país. Ha sido miembro de la Juntas directivas de la Sociedad Española de Psiquiatría (SEP) y de la European Association for Consultation Liaison Psychiatry and Psychosomatics (EACLPP). Asimismo es miembro de la Sociedad Americana del Síndrome de Ehlers-Danlos.
Ha participado como miembro de consejos asesores de salud mental del Ministerio de Sanidad y Consumo, y del Consejo Asesor en Salud Mental del Departamento de Salud de la Generalitat de Catalunya.